# Pyrgulopsis erythropoma
Pyrgulopsis erythropoma är en snäckart som först beskrevs av Henry Augustus Pilsbry 1899.  Pyrgulopsis erythropoma ingår i släktet Pyrgulopsis och familjen tusensnäckor. IUCN kategoriserar arten globalt som akut hotad. Inga underarter finns listade i Catalogue of Life.